# Ghader Mizbani

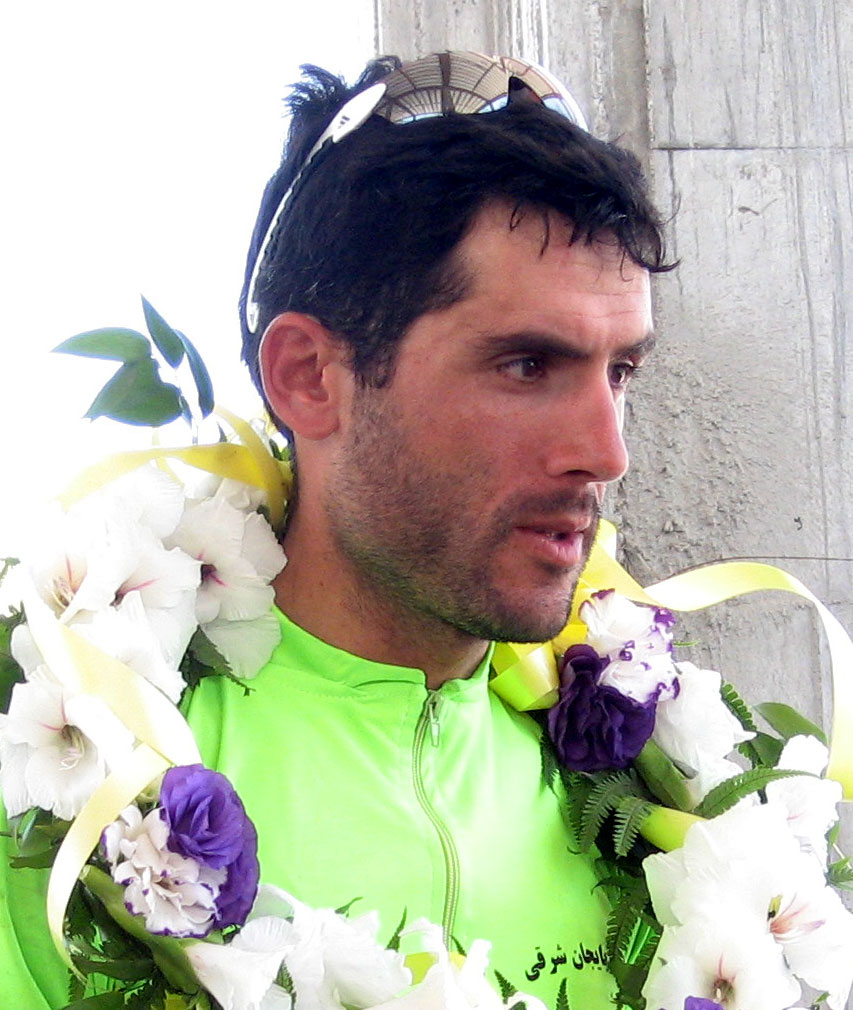
Ghader Mizbani Iranagh

Ghader Mizbani Iranagh (* 6. Dezember 1975 in Täbris) ist ein iranischer Radrennfahrer.
Ghader Mizbani ist einer der erfolgreichsten iranischen Radrennfahrer seit Ende der 1990er Jahre. 1998 errang er bei den Asienspielen 1998 die Goldmedaille im Einzelzeitfahren. 2000 und 2002 gewann er die Azerbaïjan Tour sowie 2002 die International Presidency Turkey Tour.
2002 hatte er ein Vertragsangebot von einem spanischen Radsportteam, konnte diese Chance aber nicht ergreifen, da er kein Visum erhielt.
2003 unterschrieb Mizbani seinen ersten Vertrag bei einem internationalen Radsportteam, dem taiwanischen Continental Team Giant Asia und blieb dort bis 2007. 2008 wechselte er zum Tabriz Petrochemical Team. Seitdem gewann er zahlreiche Rundfahrten im asiatischen Raum und gewann zweimal – 2006 und 2009 – die Gesamtwertung der UCI Asia Tour. Viermal wurde er iranischer Meister, im Zeitfahren sowie im Straßenrennen. 2006 wurde er asiatischer Vize-Meister im Einzelzeitfahren.
2008 startete Mizbani bei den Olympischen Spielen im Straßenrennen und belegte Rang 78.

## Erfolge
1998
- Asienspiele – Einzelzeitfahren

2000
- Gesamtwertung Azerbaïjan Tour

2001
- Iranischer Meister – Einzelzeitfahren
- Gesamtwertung Tour de Saudi Arabia

2002
- Gesamtwertung Azerbaïjan Tour
- Gesamtwertung International Presidency Turkey Tour
- Gesamtwertung Tour de Saudi Arabia

2003
- Gesamtwertung und eine Etappe Tour de Taiwan

2005
- Gesamtwertung und eine Etappe Azerbaïjan Tour
- eine Etappe Tour of Qinghai Lake

2006
- Gesamtwertung Kerman Tour
- Gesamtwertung Azerbaïjan Tour
- Gesamtwertung Tour of East Java
- Gesamtwertung und eine Etappe International Presidency Turkey Tour
- Iranischer Meister – Zeitfahren
- Asiatische Radsportmeisterschaften – Einzelzeitfahren
- Gesamtwertung UCI Asia Tour

2007
- eine Etappe Kerman Tour
- eine Etappe Azerbaïjan Tour
- Iranischer Meister – Straßenrennen
- Gesamtwertung und eine Etappe Tour of Milad du Nour

2008
- Gesamtwertung und eine Etappe Tour of East Java
- eine Etappe Presidential Cycling Tour of Iran
- zwei Etappen Azerbaïjan Tour
- Iranischer Meister – Straßenrennen
- Gesamtwertung und zwei Etappen Tour d’Indonesia
- Gesamtwertung Kerman Tour

2009
- Gesamtwertung und eine Etappe Tour de Singkarak
- Gesamtwertung und eine Etappe Presidential Cycling Tour of Iran
- zwei Etappen Tour of Qinghai Lake
- Gesamtwertung UCI Asia Tour
- eine Etappe Azerbaïjan Tour
- eine Etappe und Mannschaftszeitfahren Tour d’Indonesia

2010
- Gesamtwertung und drei Etappen Azerbaïjan Tour
- Gesamtwertung, eine Etappe und Mannschaftszeitfahren Tour de Singkarak
- eine Etappe Tour of Qinghai Lake

2011
- Mannschaftszeitfahren Azerbaïjan Tour
- Gesamtwertung und eine Etappe Milad De Nour Tour

2013
- Gesamtwertung und eine Etappe Le Tour de Filipinas
- Gesamtwertung und eine Etappe Tour of Iran
- Gesamtwertung Tour de Singkarak
- Iranischer Meister – Straßenrennen
- Gesamtwertung und eine Etappe Tour of Borneo

2014
- eine Etappe Tour of Japan
- Gesamtwertung und eine Etappe Tour of Iran
- Gesamtwertung und eine Etappe Tour of East Java

2016
- eine Etappe Tour of Iran

## Teams
- 2003 Giant Asia Racing Team
- 2004 Giant Asia Racing Team
- 2005 Giant Asia Racing Team
- 2006 Giant Asia Racing Team
- 2007 Giant Asia Racing Team
- 2008 Tabriz Petrochemical Team
- 2009 Petrochemical Tabriz Cycling Team
- 2010 Tabriz Petrochemical Cycling Team
- 2011 Tabriz Petrochemical Team
- 2012 Tabriz Petrochemical Team
- 2013 Tabriz Petrochemical Team
- 2014 Tabriz Petrochemical Team
- 2015 Tabriz Petrochemical Team
- 2016 Tabriz Shahrdari Team